# セバスチャン・オジェ
セバスチャン・オジェ（Sébastien Ogier、1983年12月17日 - ）は、フランスオート＝アルプ県ギャップ出身のラリードライバー。スイス在住。2013～2018年、2020年～2021年の通算8度の世界ラリー選手権 (WRC) ドライバーズチャンピオンおよび通算61度のイベント勝利数（ともに歴代2位）のほか、通算ステージ勝利数939・ラリー・モンテカルロ6連勝・同イベント通算9勝（2024年終了時点、いずれも歴代1位）の記録を持つ。

## 略歴
元々はスキーのインストラクターであった。2005年にFFSA（フランス・モータースポーツ連盟）が主催する育成プログラムに合格し、22歳にしてラリードライバーデビューすることになる。この時、コカ・コーラの社員でアマチュアのコ・ドライバーもあったジュリアン・イングラシアと知り合い、組み始めている。
2007年にフランス国内で行われたプジョー・206カップを制して頭角を表す。
2008年には世界ラリー選手権（WRC）の下部カテゴリーであるジュニア世界ラリー選手権（JWRC）に参戦し、シリーズチャンピオンを獲得。この年からシトロエンの監督に就任したオリビエ・ケスネルに見出され、WRC最終戦グレートブリテンでC4 WRCをドライブ。オープニングステージでいきなりベストタイムをマークし、そのままSS5までラリーをリード。その後はトラブルに見舞われ26位に終わったが、世界に衝撃を与えたデビュー戦となった。
2009年にシトロエンのジュニアチームに昇格してWRCに本格参戦する。2010年のポルトガルで初優勝を記録し、同年のフィンランドではダニ・ソルドと入れ替わる形で初めてシトロエンのワークス・チームに昇格した。以後もグラベルイベントに限りソルドの代わりにワークスエントリーする形となり、初参戦のラリージャパンでも優勝した。

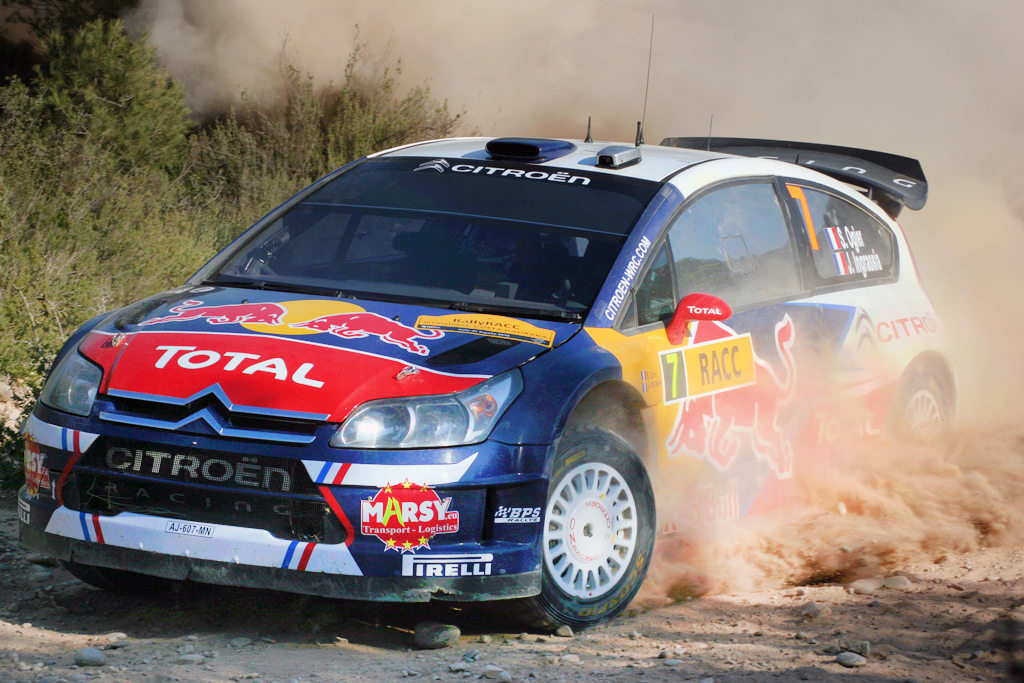
2010年ラリー・カタルーニャ

2011年はソルドがシトロエンから離脱したこともあり、正式にワークス・チームから全戦に出場することになり、シーズン5勝を挙げ完全にWRCのトップドライバーとして認識される。第5戦ヨルダンでは、最終SSとなるパワーステージまでヤリ＝マティ・ラトバラとの優勝争いがもつれ込み0.2秒差で逆転優勝した。この2人のタイム差はWRC史上最も僅差での名勝負となった。しかしシトロエンチームではセバスチャン・ローブが絶対的なNo.1ドライバーとして君臨していることから、No.1としての待遇を求めて移籍を決断。2013年より本格参戦を予定しているフォルクスワーゲンに加入し、フォルクスワーゲン・ポロ R WRCの開発を担うことになった。同年12月にはレース・オブ・チャンピオンズに初出場。フォルクスワーゲンに加入して初めてファンの前に姿を現すイベントとなったが、いきなり個人総合優勝を獲得した。

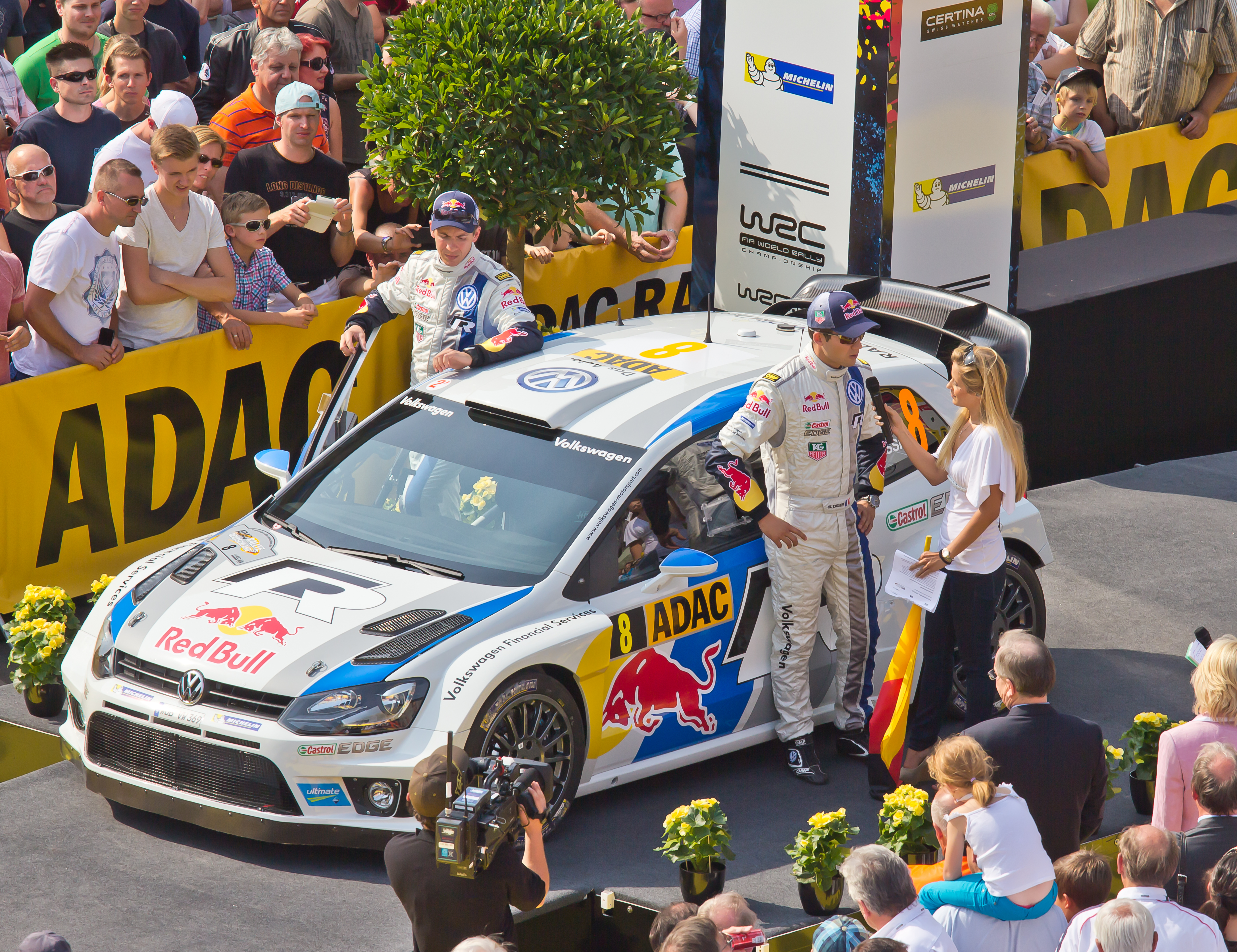
2013年ラリー・ドイチュラント

2012年はポロの開発ドライバーを務めつつ、シュコダ・ファビアS2000でWRCに12戦に出場。WRカーに比べパワーの劣るS2000ながら、サルディニアではステージベストを叩き出し周囲を驚かした。ドライバーズランキングは10位に入った。
2013年より、フォルクスワーゲン ポロR WRCの参戦に合わせ、ワークスドライバーとして復帰。初戦モンテカルロはローブに次ぐ2位となるが、2戦目のスウェーデンにてポロR WRCの初勝利を飾る。その後も昨年までのローブを彷彿させる走りをみせ、シリーズ13戦中9勝で初のドライバーズチャンピオンを獲得。9連覇の記録を残してWRCを引退したローブの後継者争いで先頭に立った。
2014年も引き続きフォルクスワーゲンから参戦。この年はチームメイトのヤリ＝マティ・ラトバラとの激しいチャンピオン争いを繰り広げ、一時はタイトル防衛が危ぶまれるも、シーズン8勝を挙げドライバーズチャンピオン連覇を果たした。
2015年もフォルクスワーゲンから参戦。新出走順規定に苦戦するものの8勝を挙げドライバーズチャンピオンを獲得した。オーストラリアではマーカス・グロンホルムを抜いて単独2位となるWRC通算31勝目を記録した（1位はローブの79勝）。

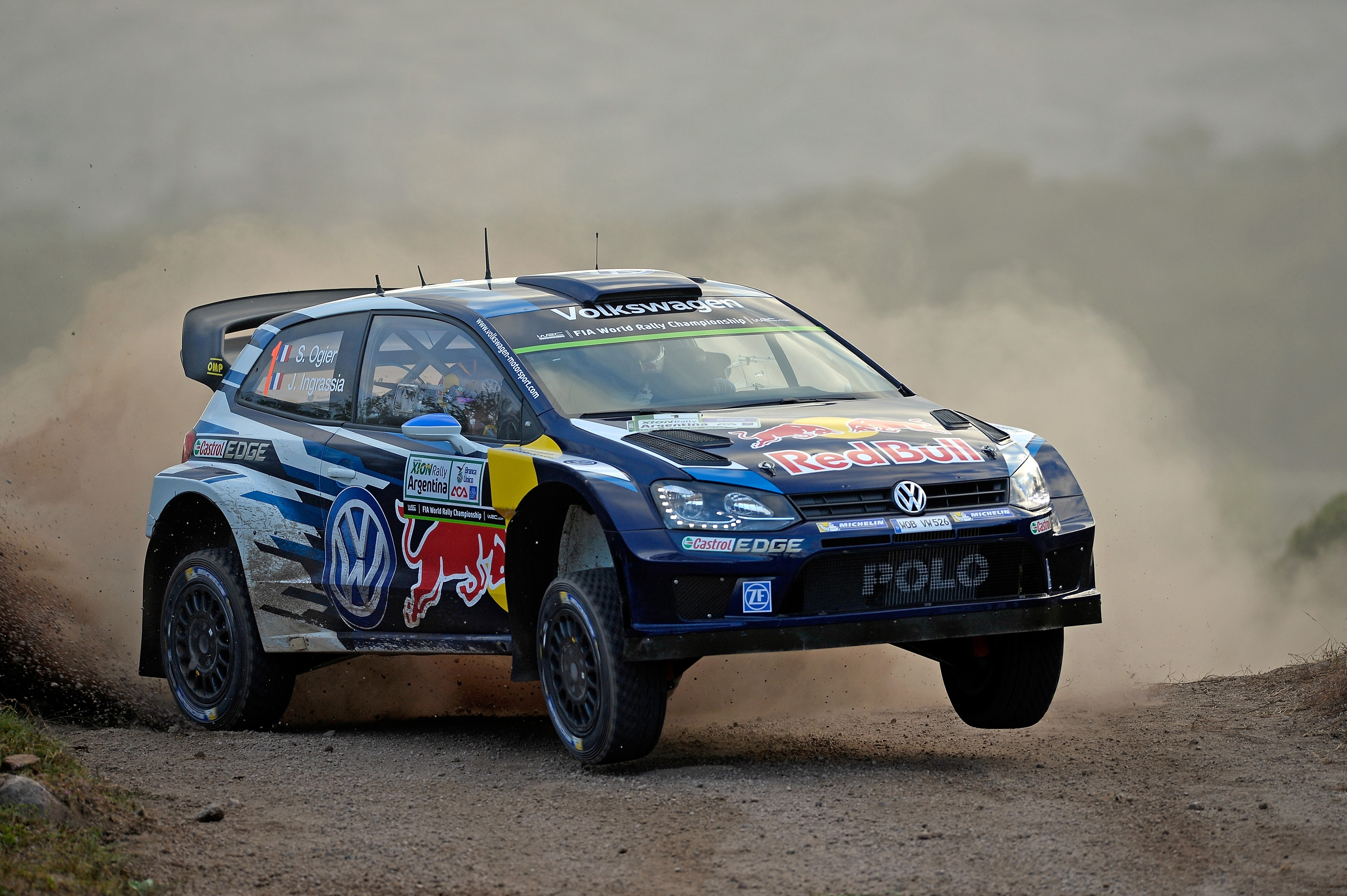
2015年ラリー・アルゼンチン

2016年やはり出走順規定に苦しめられ、「自分が勝つことがこの競技にとって良いことではないのかもしれない」とモチベーションの低下を見せることもあったが、やはり安定した走りを見せて6勝を挙げ、トミ・マキネン、ローブ以来、3人目となるドライバーズチャンピオン4連覇に輝いた。この年限りで撤退を決めたフォルクスワーゲンでは、在籍した4年間の個人勝率6割（51戦31勝）という素晴らしい成績を残した。
2017年は、このシーズンから復帰するトヨタのテストにも参加したが、最終的にノンワークスのMスポーツへの移籍を決断した。開幕1カ月前にチームが決まり、ほぼぶっつけ本番で臨んだモンテカルロで優勝し、Mスポーツに5年ぶりの勝利をもたらした。シーズンを通してはライバルやチームメイトの活躍や、伝統的に北欧人好みのFR的な滑らせるドライビングのドライバーが多かったフォードのマシンがうまくマッチしなかったため、優勝は2度に留まったものの、表彰台9回という安定感のある王者の走りで最終戦を前に5度目のチャンピオンを決めた。また同時にプライベーター体制のMスポーツとしては初のタイトル獲得も決まっている。なおシーズン中「フォードがワークス復帰しないならMスポーツを離脱するか引退する」と発言してきたが、11月末に残留を発表。その後にフォードがセミワークスとしてのWRC復帰を発表した。
2018年開幕戦モンテカルロで優勝、この優勝と同時にトミ・マキネンの記録を破る前人未到のモンテカルロ5連覇を達成した。しかし次戦ラリー・スウェーデンでは例年以上に雪が多く、前戦優勝のオジェは最終SS時点で10番手であった。そこでパワーステージではチームの指示もあり、わざと出走を遅らせ、WRC2車両の後からステージを走って2位で4ptsを獲得。ペナルティは受けたものの、規定により総合タイムへの加算で済んだ。しかしこの戦略は大勢のファンからの非難を浴びた。
その後の第3戦メキシコ、第4戦コルシカと連勝し順調に見えたが、タイトル争い最大のライバルヒュンダイのティエリー・ヌービルとトヨタのオィット・タナックの快進撃により一時ランキング3位にまで後退した。しかし前半の取りこぼしの多いタナックと安定感の無いヌービルとの差は僅差であり、第11戦ウェールズ・ラリーGBで前半戦コルシカ以来の勝利を挙げると、続く第12戦でも2位表彰台に立ちヌービルを逆転。わずか3ポイント差のランキング首位に立つ。そして最終第13戦オーストラリアではヌービルとタナックが最終日に揃ってリタイアとなり、最終SS直前にオジェがチャンピオン6連覇を決めた。
2019年はおよそ8年振りに古巣シトロエンへの復帰を果たす。オジェは家族との時間を大事にしたいという意向から、「この2年契約（実際は1年＋オプション）を持ってWRCから引退する」としている。移籍最初のモンテカルロを勝利で飾り、第3戦メキシコでも優勝を果たし着実にポイントを獲得して順調にみえたが、前年同様にライバルのヌービルとタナックの快進撃で一時ランキング3位に後退した。第11戦ラリー・オブ・ターキーで前半戦のメキシコ以来の勝利を挙げ、続く第12戦でも3位表彰台に立ち、この時点でランキング首位のタナックに28ポイント差の2位につけた。第13戦カタルーニャではオープニングステージでトップタイムをマークし逆転チャンピオンに向け好スタートを切ったかに見えたが、続くステージでパワステトラブルに見舞われ一時28位にまで後退。その後8位にまで挽回するが、ライバルのタナックは2位に入ったことでチャンピオンを獲得。これによりオジェの選手権連覇は6でストップし、さらに2004年のセバスチャン・ローブのチャンピオン獲得から15年間続いていた、2人の「セバスチャン」によるフランス人黄金時代に終止符が打たれた。

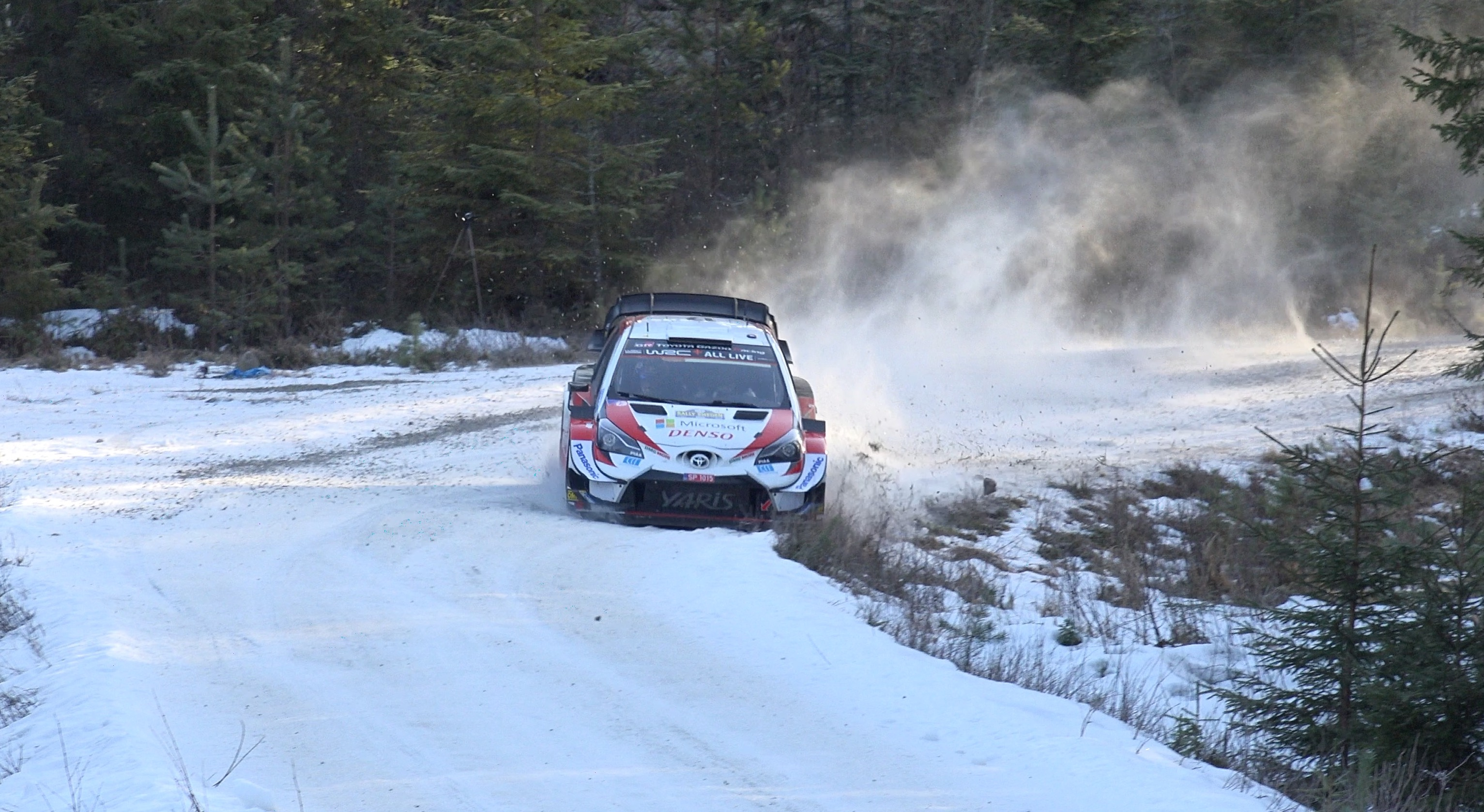
2020年ラリー・スウェーデン

シーズン終了後の11月末にオプションを行使してトヨタへ移籍。2020年からは固定ナンバーが導入された前年もチャンピオンとしての参戦であったため「1」を使用していたが、この年から自身の誕生日でもある「17」を選択した。移籍初戦の開幕戦モンテカルロではライバルであるヌービルに敗れ2位に終わり2014年から続いていたモンテカルロ連勝が6で止まった。しかし第3戦メキシコで移籍初の優勝を飾り、この時点で、暫定1位につける。その後も着実に表彰台獲得を重ね、チャンピオンの可能性を残して最終戦モンツァに挑んだ。特にチームメイトでポイントリーダーであったエルフィン・エバンスとの争いが繰り広げられたが、エバンスはSS11でクラッシュ。この転がり込んだ千載一遇のチャンスを逃さず慎重に走りきり、7度目のチャンピオンを決めた。
本来ならこの年で引退を決めていたが、COVID-19の影響で開催数が大きく減少したこともあり、2021年も引き続きトヨタと再契約して出場することが発表された。初開催のラリー・クロアチアでは、トップで迎えた最終日で一般車両と接触しポジションダウン。さらに英語の通じない現地警察官とトラブルになり、事故現場から離れた後も信号を見落としてしまうほどで、車両にも精神にも大きなダメージを受けたかに見えた。しかしその後猛烈な追い上げを見せ、最終的には2位と総合で僅か0.6秒差で総合優勝+パワーステージ優勝のフルポイントを加算という鬼神の如き走りを見せた。久々にWRCとして開催されたサファリラリーではトラブルに見舞われるが、最終日で1位につけていた勝田貴元を抜き去って勝利を飾った。最終戦モンツァも二日目終了時点でエバンスと0.5秒という接戦であったが勝ちきり、シーズン5勝でキャリア8度目のチャンピオンを獲得した。
2022年もトヨタから参戦するが、家族との時間を大事にしたいというオジェの意向により、シトロエン時代のチームメイトであったエサペッカ・ラッピと3台目のシートを共有する形でのスポット参戦となる。またコ・ドライバーも長年支えてきたイングラシアに代わって、ターマックラリーにおけるグラベルクルーとしてオジェと緊密に関わってきたフランス人のベンジャミン・ヴェイラが後任を務める。得意の開幕戦モンテカルロでは、Mスポーツ・フォードからスポット参戦のローブと相まみえるが、デッドヒートの末2位で惜しくも敗れている。サファリでは4位で終え、トヨタの1-2-3-4フィニッシュに貢献した。10年ぶりにカレンダーに復帰したラリー・ニュージーランドではタナクより上の2位につけ、ロバンペラが同イベントでタイトルを決めるためのアシストを見事に果たした。スペインでは2位以下を寄せ付けずに今季初優勝を挙げ、更にトヨタのマニュファクチャラーズタイトル連覇に貢献した。なおヴェイラとの勝利はこの一度のみとなり、最終戦ラリー・ジャパンからはTGRの育成方針によって、ピエール＝ルイ・ルーベなどとコンビを組んできたフランス人のバンサン・ランデがコ・ドライバーとなる。
2023年もトヨタからスポット参戦。離脱したラッピに代わり勝田貴元と3台目のシートを共有する形となる。開幕戦モンテカルロでは序盤から大差を築いてコントロールに入り、新王者ロバンペラに貫禄を見せつけ勝利。前人未到のモンテカルロ通算9勝目を飾った。また、ランデと組んでわずか2戦目での勝利でもあった。第3戦メキシコでも勝利し、スポット参戦ドライバーながら首位をキープするという異様な状況に様々な期待と憶測が飛び交い、タナクもオジェのフル参戦を希望するが、オジェはレギュラー参戦は行わないことを強調した。第7戦サファリでも勝利しこのラリーではロバンペラ2位。エバンス3位、勝田4位と前年に続き2年連続でトヨタの1-2-3-4フィニッシュに貢献した。その後アクロポリスではトップに立ちながらサスペンション破損で後退し10位、セントラル・ヨーロピアン・ラリーでは4位、最終戦ラリー・ジャパンではSS5でのアクシデントでロールケージにダメージを負いサービスで修復するも1分のペナルティが課せられしまう。それでも2位を守り切りトヨタの母国で表彰台独占に貢献した。フル参戦でないにも関わらずこの年は年間5位と予想以上の好成績でシーズンを終えた。
2024年は前年王者でこの年限りスポット参戦になったカッレ・ロバンペラと3台目を共有する。開幕戦モンテカルロではヌービルと優勝争いを展開するが最終日に突き放され2位に終わる。第4戦クロアチアではSS17の時点で接戦を繰り広げていたヌービルとエバンスに11.6秒遅れをとっていたがSS18で2人ともスピンとコースオフでタイムロスしたことで逆転でトップに立ちそのまま勝利した。ポルトガルでは復調したタナックとトップを争いクロアチアに続く連勝を決めた。この勝利で通算60勝となり、またマルク・アレンを抜きポルトガル最多の5勝と記録を更新した。続くサルディニアでもタナックと優勝を争い最終SS前には6.2秒差をつけ優勝確実かに思えたが最終SS終盤でまさかのパンクを喫し、タナックに逆転され0.2秒差の2位に終わった。第7戦ラリー・ポーランドに出場を予定していたがレッキ中の事故で負傷したことで欠場を余儀なくされた(代役はロバンペラが務めた)。続く初開催のラトビアで復帰しチームメイトのロバンペラに次ぐ2位につけた。第9戦ラリー・フィンランドでも終盤までロバンペラに次ぐ2位につけていたが、最終SS前のSS19で優勝確実と思われたロバンペラがクラッシュでリタイアとなりオジェが土壇場で逆転を飾り2013年以来のフィンランド2勝目を獲得した。この時点でヌービルに次ぐランキング2位につけ前年同様にスポット参戦ながら異様な状況となったが、トヨタがマニュファクチャラーでヒョンデに遅れを取っていたこともありオジェは予定になかったチリとセントラル・ヨーロピアンにも出場を決め9度目のチャンピオン獲得を目指すことを宣言した。ただ改めてレギュラー参戦は行わないことを強調した。しかしアクロポリスでは最終SSで痛恨のクラッシュを喫してしまうが2日目までのポイントを獲得するために何とか再スタートし約23分遅れで走り切り16位完走。チリではデイリタイアで36位、セントラル・ヨーロピアンではタナックと首位争いを展開したがSS17でのクラッシュでリタイアに終わり8度目のチャンピオン獲得の可能性が消滅した。最終戦ラリー・ジャパンではSS2のパンクで2分ロスし出遅れるも、その後猛烈な勢いで追い上げ最終日タナックのリタイアに助けられたこともあり優勝したエバンスに続く2位に入りワンツーフィニッシュを果たしチームの逆転マニュファクチャラーズタイトル獲得にも貢献した。前年を上回る年間4位でシーズンを終えた。

### ラリー以外の活動
2021年11月、バーレーン・インターナショナル・サーキットで行われたFIA 世界耐久選手権（WEC）のテストに参加。初めてトヨタ・GR010 HYBRIDをドライブした。将来的なWECのル・マン・ハイパーカー（LMH）クラス参戦を見据えて、2022年はLMP2で経験を積むこととなり、同年2月にリシャール・ミル・レーシングチームからの参戦が発表された。当初はシーズンフル参戦と見られていたが、実際には前半3戦のみの出場契約だったとのことで、同年6月のル・マン終了後にはチームからの離脱が発表された。ル・マンではピットイン時にミスで1分間のピットストップペナルティを受けてしまうが、順当に走りきって総合9位（クラス6位）で完走している。

## 人物・エピソード
- 妻はドイツのTV司会者であるアンドレア・カイザー。
- ドライビングスタイルは同郷の先輩のローブと同様、いわゆる「FF的」なグリップ走法を主体とする。コーナーリングや転舵のスピードはそれほど速くないが、コーナー出口でヨーを残さずに加速に転じるためトラクションは安定しており、足回りやタイヤに優しい。同様の走り方をするドライバーは近年増えているが、オジェは前輪のグリップレベルの微妙な違いを正確に感じ取りつつ、小刻みかつ繊細なアクセルワークとブレーキング（左足ブレーキも多用する）を行う能力が抜群に優れており、特に路面コンディションの難しいラリーではライバルの追随を許さない。ただしマシンを大胆に振り回してコースの端から端までを使い切るような高速のグラベルラリーでは、（それでもライバル以上の結果を残しているとはいえ）その真価を完全には発揮できないとされる[19][20]。
- タイヤをいたわって速く走る技術は一級品である。タイヤに厳しいと言われていた2010年ラリー・ポルトガルにおいて、元々タイヤに優しい走りをすると評されていたローブがタイヤのブロックを摩耗しきっていたのに対し、オジェはまだ山を残した状態でDAY1を終え、ピレリのスタッフを驚愕させた。オジェは2日目以降は不利な第一出走となったが、ローブの猛追を振り切って見事WRC初優勝を飾った[21]。なお2021年に復帰したピレリに対しては「ミシュランで10年間の内にパンクした回数よりも、1年半でピレリでパンクした回数のほうが多い」「冗談みたいな、本当にひどい仕事ぶりだ」と苛立ちを一切隠していない[22]。
- 闘争心が強く、オブラートに包まずストレートな物言いをすることが多い。不公平に対しては自分が嫌われようとも反対の立場を明確にする。この性格は諸刃の剣で、2015年ラリー・ポルトガルでは「優勝したのはベストドライバーではなかった」と失言し、すぐに優勝したラトバラとチームに謝罪したこともあった[23]。しかしそれでもライバルたちとの人間関係は良好で、ファンサービスも良いとされる。2021年サファリラリーで修行の身であった勝田貴元は、自分が優勝を争う相手であったにも関わらずオジェはペースノートのアドバイスをしてくれたと語っている[24]。
- クールなオジェに対してイングラシアは陽気で、ラリー・メキシコでは覆面レスラーのようなパフォーマンスをすることで知られる。なおイングラシアの愛猫の名前は「ネコ」である[25]。
- 2016年ラリー・メキシコで、コースを横切る牛の群れに突如遭遇。アクセルを抜くかと思いきや、逆に踏み込んで躱してみせた。この時の映像はWRCを紹介する時、しばしメディアでも取り上げられる[26]。
- 2019年末にトヨタ移籍を発表した直後、シトロエンは撤退を表明している。この時シトロエンは「オジェのようなタイトルを争えるドライバーがいなくなった」と公式Twitterやプレスリリースに書いたため[27]、巷で「撤退をドライバーのせいにするのか」と物議を醸し、自身も「他のドライバーに失礼だ」と非難する一幕があった。なおオジェはシトロエン離脱の理由に開発スピードの遅さを挙げている[28]。

## 成績

### WRCでの年度別成績
| 年     | エントラント                         | 車両                           | 1       | 2       | 3       | 4      | 5       | 6       | 7     | 8       | 9       | 10     | 11     | 12      | 13      | 14    | 15     | WDC  | ポイント |
| ------ | ------------------------------------ | ------------------------------ | ------- | ------- | ------- | ------ | ------- | ------- | ----- | ------- | ------- | ------ | ------ | ------- | ------- | ----- | ------ | ---- | -------- |
| 2008年 | エキープ・ド・フランスFFSA           | シトロエン・C2 S1600           | MON     | SWE     | MEX 8   | ARG    | JOR 11  | ITA 22  | GRC   | TUR     |         | GER 19 | NZL    | ESP Ret | FRA 20  | JPN   |        | 21位 | 1        |
| 2008年 | セバスチャン・オジェ                 | シトロエン・C2 R2              |         |         |         |        |         |         |       |         | FIN 35  |        |        |         |         |       |        | 21位 | 1        |
| 2008年 | エキープ・ド・フランスFFSA           | シトロエン・C4 WRC             |         |         |         |        |         |         |       |         |         |        |        |         |         |       | GBR 26 | 21位 | 1        |
| 2009年 | シトロエン・ジュニアチーム           | シトロエン・C4 WRC             | IRE 6   | NOR 10  | CYP Ret | POR 17 | ARG 7   | ITA Ret | GRE 2 | POL Ret | FIN 6   | AUS 5  | ESP 5  | GBR Ret |         |       |        | 8位  | 24       |
| 2010年 | シトロエン・ジュニアチーム           | シトロエン・C4 WRC             | SWE 5   | MEX 3   | JOR 6   | TUR 4  | NZL 2   | POR 1   | BUL 4 |         | GER 3   |        | FRA 6  | ESP 10  |         |       |        | 4位  | 167      |
| 2010年 | シトロエン・トタルWRT                | シトロエン・C4 WRC             |         |         |         |        |         |         |       | FIN 2   |         | JPN 1  |        |         | GBR Ret |       |        | 4位  | 167      |
| 2011年 | シトロエン・トタルWRT                | シトロエン・DS3 WRC            | SWE 4   | MEX Ret | POR 1   | JOR 1  | ITA 4   | ARG 3   | GRE 1 | FIN 3   | GER 1   | AUS 11 | FRA 1  | ESP Ret | GBR 11  |       |        | 3位  | 196      |
| 2012年 | フォルクスワーゲン・モータースポーツ | シュコダ・ファビアWRC          | MON Ret | SWE 11  | MEX 8   | POR 7  | ARG 7   | GRE 7   | NZL   | FIN 10  | GER 6   | GBR 12 | FRA 11 | ITA 5   | ESP Ret |       |        | 10位 | 41       |
| 2013年 | フォルクスワーゲン・モータースポーツ | フォルクスワーゲン・ポロ R WRC | MON 2   | SWE 1   | MEX 1   | POR 1  | ARG 2   | GRE 10  | ITA 1 | FIN 1   | GER 17  | AUS 1  | FRA 1  | ESP 1   | GBR 1   |       |        | 1位  | 290      |
| 2014年 | フォルクスワーゲン・モータースポーツ | フォルクスワーゲン・ポロ R WRC | MON 1   | SWE 6   | MEX 1   | POR 1  | ARG 2   | ITA 1   | POL 1 | FIN 2   | GER Ret | AUS 1  | FRA 13 | ESP 1   | GBR 1   |       |        | 1位  | 267      |
| 2015年 | フォルクスワーゲン・モータースポーツ | フォルクスワーゲン・ポロ R WRC | MON 1   | SWE 1   | MEX 1   | ARG 17 | POR 2   | ITA 1   | POL 1 | FIN 2   | GER 1   | AUS 1  | FRA 15 | ESP Ret | GBR 1   |       |        | 1位  | 263      |
| 2016年 | フォルクスワーゲン・モータースポーツ | フォルクスワーゲン・ポロ R WRC | MON 1   | SWE 1   | MEX 2   | ARG 2  | POR 3   | ITA 3   | POL 6 | FIN 24  | GER 1   | CHN C  | FRA 1  | ESP 1   | GBR 1   | AUS 2 |        | 1位  | 268      |
| 2017年 | MスポーツWRT                         | フォード・フィエスタWRC        | MON 1   | SWE 3   | MEX 2   | FRA 2  | ARG 4   | POR 1   | ITA 5 | POL 3   | FIN Ret | GER 3  | ESP 2  | GBR 3   | AUS 4   |       |        | 1位  | 232      |
| 2018年 | Mスポーツ・フォードWRT               | フォード・フィエスタWRC        | MON 1   | SWE 10  | MEX 1   | FRA 1  | ARG 4   | POR Ret | ITA 2 | FIN 5   | GER 4   | TUR 10 | GBR 1  | ESP 2   | AUS 5   |       |        | 1位  | 219      |
| 2019年 | シトロエン・トタルWRT                | シトロエン・C3 WRC             | MON 1   | SWE 29  | MEX 1   | FRA 2  | ARG 3   | CHL 2   | POR 3 | ITA 41  | FIN 5   | GER 7  | TUR 1  | GBR 3   | ESP 8   | AUS C |        | 3位  | 217      |
| 2020年 | トヨタ・ガズー・レーシングWRT        | トヨタ・ヤリスWRC              | MON 2   | SWE 4   | MEX 1   | EST 3  | TUR Ret | ITA 3   | MNZ 1 |         |         |        |        |         |         |       |        | 1位  | 122      |
| 2021年 | トヨタ・ガズー・レーシングWRT        | トヨタ・ヤリスWRC              | MON 1   | ARC 20  | CRO 1   | POR 3  | ITA 1   | KEN 1   | EST 4 | BEL 5   | GRE 3   | FIN 5  | ESP 4  | MNZ 1   |         |       |        | 1位  | 230      |
| 2022年 | トヨタ・ガズー・レーシングWRT        | トヨタ・GRヤリス ラリー1       | MON 2   | SWE     | CRO     | POR 51 | ITA     | KEN 4   | EST   | FIN     | BEL     | GRE    | NZL 2  | ESP 1   | JPN 4   |       |        | 6位  | 97       |
| 2023年 | トヨタ・ガズー・レーシングWRT        | トヨタ・GRヤリス ラリー1       | MON 1   | SWE     | MEX 1   | CRO 5  | POR     | ITA 14  | KEN 1 | EST     | FIN     | GRE 10 | CHL    | EUR 4   | JPN 2   |       |        | 5位  | 133      |
| 2024年 | トヨタ・ガズー・レーシングWRT        | トヨタ・GRヤリス ラリー1       | MON 2   | SWE     | KEN     | CRO 1  | POR 1   | ITA 2   | POL   | LAT 2   | FIN 1   | GRE 16 | CHL 36 | EUR Ret | JPN 2   |       |        | 4位  | 191      |
| 2025年 | トヨタ・ガズー・レーシングWRT        | トヨタ・GRヤリス ラリー1       | MON 1   | SWE     | SAF     | ESP 2  | POR 1   | ITA 1   | GRE 2 | EST     | FIN     | PAR    | CHI    | EUR     | JPN     | SAU   |        | 2位* | 141*     |

### スポーツカー

#### FIA 世界耐久選手権
| 年     | チーム                             | シャシー   | エンジン                | クラス | 1      | 2     | 3     | 4   | 5   | 6   | 順位 | ポイント |
| ------ | ---------------------------------- | ---------- | ----------------------- | ------ | ------ | ----- | ----- | --- | --- | --- | ---- | -------- |
| 2022年 | リシャール・ミル・レーシングチーム | オレカ・07 | ギブソン GK428 4.2 L V8 | LMP2   | SEB 12 | SPA 8 | LMN 6 | MNZ | FUJ | BHR | 16位 | 20       |

- 太字はポールポジション、斜字はファステストラップ。(key)
- * : 今シーズンの順位。（現時点）

#### ル・マン24時間レース
| ル・マン24時間レース 結果 | ル・マン24時間レース 結果          | ル・マン24時間レース 結果         | ル・マン24時間レース 結果 | ル・マン24時間レース 結果 | ル・マン24時間レース 結果 | ル・マン24時間レース 結果 | ル・マン24時間レース 結果 |
| 年                        | チーム                             | パートナー                        | 使用車両                  | クラス                    | ラップ                    | 順位                      | クラス 順位               |
| ------------------------- | ---------------------------------- | --------------------------------- | ------------------------- | ------------------------- | ------------------------- | ------------------------- | ------------------------- |
| 2022年                    | リシャール・ミル・レーシングチーム | リロウ・ワドゥ シャルル・ミレッシ | オレカ・07-ギブソン       | LMP2                      | 366                       | 13位                      | 9位                       |